# 十楽寺 (徳島県板野町)
十楽寺（じゅうらくじ）は、徳島県板野町に位置する寺院である。山号は八葉山。本尊は聖観音菩薩。宗派は高野山真言宗。

## 歴史
室町時代に讃岐国の阿闍梨融信（良弁正僧）によって開基、住職となる。阿闍梨融信はその後、1468年（応仁2年6月12日）に没する。
1841年（天保12年）に火災により本尊以外すべてが焼失、1847年（弘化4年）に再建された。またすぐ近くに大宮神社が鎮座する。

## 交通
- JR高徳線「阿波大宮駅」より徒歩で約5分。
- 高松自動車道「板野インターチェンジ」より車で約15分。